# Европско првенство у фудбалу
Европско првенство у фудбалу (енгл. UEFA European Championship) је најважније међународно фудбалско такмичење репрезентација европских држава, чланица УЕФА-е. Одржава се сваке четири године од 1960. Изворно се звао Куп европских нација (енгл. UEFA European Nations Cup), а такмичење је 1968. године променило назив у Европско првенство у фудбалу.
До 1976. на завршном турниру су учествовале само четири репрезентације, од 1980. број се повећао на осам, 1996. на шеснаест учесника, а од 2016. на завршном турниру су учествовале 24 репрезентације.

## Победници европских првенстава
| Година       | Домаћин                 | Финале            | Финале                 | Финале            | Утакмица за треће место        | Утакмица за треће место        | Утакмица за треће место        |
| Година       | Домаћин                 | Победник          | Резултат               | Другопласирани    | Треће место                    | Резултат                       | Четврто место                  |
| ------------ | ----------------------- | ----------------- | ---------------------- | ----------------- | ------------------------------ | ------------------------------ | ------------------------------ |
| 1960. Детаљи | Француска               | · Совјетски Савез | 2–1                    | · Југославија     | · Чехословачка                 | 2–0                            | · Француска                    |
| 1964. Детаљи | Шпанија                 | Шпанија           | 2–1                    | · Совјетски Савез | · Мађарска                     | 3–1                            | · Данска                       |
| 1968. Детаљи | Италија                 | · Италија         | 1–1 2–0 друга утакмица | · Југославија     | · Енглеска                     | 2–0                            | · Совјетски Савез              |
| 1972. Детаљи | Белгија                 | · Западна Немачка | 3–0                    | · Совјетски Савез | · Белгија                      | 2–1                            | · Мађарска                     |
| 1976. Детаљи | Југославија             | · Чехословачка    | 2–2 (5–3) ps           | · Западна Немачка | · Холандија                    | 3–2                            | · Југославија                  |
| 1980. Детаљи | Италија                 | · Западна Немачка | 2–1                    | · Белгија         | · Чехословачка                 | 1–1 (9–8) ps                   | · Италија                      |
| Година       | Домаћин                 | Финале            | Финале                 | Финале            | Поражени у полуфиналу (1)      | Поражени у полуфиналу (1)      | Поражени у полуфиналу (1)      |
| Година       | Домаћин                 | Победник          | Резултат               | Другопласирани    | Поражени у полуфиналу (1)      | Поражени у полуфиналу (1)      | Поражени у полуфиналу (1)      |
| 1984. Детаљи | Француска               | · Француска       | 2–0                    | · Шпанија         | 0 · Данскаи · Португалија      | 0 · Данскаи · Португалија      | 0 · Данскаи · Португалија      |
| 1988. Детаљи | Западна Немачка         | · Холандија       | 2–0                    | · Совјетски Савез | 0 · Италијаи · Западна Немачка | 0 · Италијаи · Западна Немачка | 0 · Италијаи · Западна Немачка |
| 1992. Детаљи | Шведска                 | · Данска          | 2–0                    | · Немачка         | 0 · Холандијаи · Шведска       | 0 · Холандијаи · Шведска       | 0 · Холандијаи · Шведска       |
| 1996. Детаљи | Енглеска                | · Немачка         | 2–1                    | · Чешка           | 0 · Енглескаи · Француска      | 0 · Енглескаи · Француска      | 0 · Енглескаи · Француска      |
| 2000. Детаљи | Белгија & · Холандија   | · Француска       | 2–1                    | · Италија         | 0 · Холандијаи · Португалија   | 0 · Холандијаи · Португалија   | 0 · Холандијаи · Португалија   |
| 2004. Детаљи | Португалија             | · Грчка           | 1–0                    | · Португалија     | 0 · Чешкаи · Холандија         | 0 · Чешкаи · Холандија         | 0 · Чешкаи · Холандија         |
| 2008. Детаљи | Аустрија & · Швајцарска | · Шпанија         | 1–0                    | · Немачка         | 0 · Русијаи · Турска           | 0 · Русијаи · Турска           | 0 · Русијаи · Турска           |
| 2012. Детаљи | Пољска & · Украјина     | · Шпанија         | 4–0                    | · Италија         | 0 · Португалијаи · Немачка     | 0 · Португалијаи · Немачка     | 0 · Португалијаи · Немачка     |
| 2016. Детаљи | Француска               | · Португалија     | 1–0                    | · Француска       | 0 · Велси · Немачка            | 0 · Велси · Немачка            | 0 · Велси · Немачка            |
| 2020. Детаљи | Европа                  | · Италија         | 1–1 (3–2) ps           | · Енглеска        | 0 · Шпанијаи · Данска          | 0 · Шпанијаи · Данска          | 0 · Шпанијаи · Данска          |
| 2024. Детаљи | Немачка                 | · Шпанија         | 2–1                    | · Енглеска        | 0 · Францускаи · Холандија     | 0 · Францускаи · Холандија     | 0 · Францускаи · Холандија     |

- Скраћенице:
  -  - након продужетака
  -  - након поновљене утакмице и продужетака
  -  - након пенал завршнице

### Успешност репрезентација
| Репрезентација | Титула                      | Финалиста            |
| -------------- | --------------------------- | -------------------- |
| Шпанија        | 4 (1964*, 2008, 2012, 2024) | 1 (1984)             |
| Немачка^       | 3 (1972, 1980, 1996)        | 3 (1976, 1992, 2008) |
| Италија        | 2 (1968*, 2020*)            | 2 (2000, 2012)       |
| Француска      | 2 (1984*, 2000)             | 1 (2016)             |
| Русија‡        | 1 (1960)                    | 3 (1964, 1972, 1988) |
| Чешка†         | 1 (1976)                    | 1 (1996)             |
| Португалија    | 1 (2016)                    | 1 (2004*)            |
| Холандија      | 1 (1988)                    | –                    |
| Словачка†      | 1 (1976)                    |                      |
| Данска         | 1 (1992)                    | –                    |
| Грчка          | 1 (2004)                    | –                    |
| Србија#        | –                           | 2 (1960, 1968)       |
| Енглеска       | –                           | 2 (2020*, 2024)      |
| Белгија        | –                           | 1 (1980)             |

* = Домаћин
^ = Укључује резултате као Западна Немачка до 1988.
‡ = Русија се од стране УЕФА и ФИФА сматра наследником резултата репрезентације Совјетског Савеза (и ЗНД) до 1994.
† = Договором и одобрењен од стране УЕФА постигнута је сагласност да Чешка Република и Словачка поделе титулу из 1976. године, односно да се обе селекције воде као освајачи овог трофеја
# = Србија се сматра од стране УЕФА и ФИФА као наследник резултата репрезентације Југославије до 1991.

## Рекорди и статистика

### Најбољи стрелци завршних турнира
Играчи са највише одиграних утакмица на Европском првенству, закључно са ЕП 2024.
| Победник Финале Полуфинале | Четвртфинале Шеснаестина финала Групна фаза |

|     | Фудбалер           | Првенство | Број утак. | Број голова |
| --- | ------------------ | --------- | ---------- | ----------- |
| 1.  | Кристијано Роналдо | 2004–2024 | 30         | 14          |
| 2.  | Мишел Платини      | 1984      | 5          | 9           |
| 3.  | Алан Ширер         | 1996–2000 | 9          | 7           |
| 3.  | Антоан Гризман     | 2016-2024 | 17         | 7           |
| 3.  | Алваро Мората      | 2016-2024 | 17         | 7           |
| 3.  | Хари Кејн          | 2016-2024 | 18         | 7           |
| 7.  | Руд ван Нистелрој  | 2004–2008 | 8          | 6           |
| 7.  | Патрик Клајверт    | 1996–2000 | 9          | 6           |
| 7.  | Тијери Анри        | 2000–2008 | 11         | 6           |
| 7.  | Нуно Гомес         | 2000–2004 | 11         | 6           |
| 7.  | Златан Ибрахимовић | 2004–2016 | 13         | 6           |
| 7.  | Вејн Руни          | 2004–2016 | 10         | 6           |
| 7.  | Роберт Левандовски | 2012–2024 | 13         | 6           |
| 7.  | Ромелу Лукаку      | 2016–2024 | 14         | 6           |
| 7.  | Патрик Шик         | 2020–2024 | 14         | 6           |
| 16. | Саво Милошевић     | 2000      | 4          | 5           |
| 16. | Милан Барош        | 2004–2012 | 11         | 5           |
| 16. | Марко ван Бастен   | 1988–1992 | 9          | 5           |
| 16. | Јирген Клинсман    | 1988–1996 | 13         | 5           |
| 16. | Зинедин Зидан      | 2000–2004 | 14         | 5           |
| 16. | Фернандо Торес     | 2004–2012 | 13         | 5           |

### Најбољи стрелци по првенствима
| Година | Играч                                                                                    | Голова |
| ------ | ---------------------------------------------------------------------------------------- | ------ |
| 1960.  | Франсоа От Валентин Иванов Виктор Понедељник Милан Галић Дражан Јерковић                 | 2      |
| 1964.  | Хесус Марија Переда · Ференц Бене · Деже Новак                                           | 2      |
| 1968.  | Драган Џајић                                                                             | 2      |
| 1972.  | Герд Милер                                                                               | 4      |
| 1976.  | Дитер Милер                                                                              | 4      |
| 1980.  | Клаус Алофс                                                                              | 3      |
| 1984.  | Мишел Платини                                                                            | 9      |
| 1988.  | Марко ван Бастен                                                                         | 5      |
| 1992.  | Хенрик Ларсен Карл-Хајнц Ридле Денис Бергкамп Томас Бролин                               | 3      |
| 1996.  | Алан Ширер                                                                               | 5      |
| 2000.  | Патрик Клајверт Саво Милошевић                                                           | 5      |
| 2004.  | Милан Барош                                                                              | 5      |
| 2008.  | Давид Виља                                                                               | 4      |
| 2012.  | Марио Манџукић Марио Гомез Марио Балотели Кристијано Роналдо Алан Џагојев Фернандо Торес | 3      |
| 2016.  | Антоан Гризман                                                                           | 6      |
| 2020.  | Кристијано Роналдо Патрик Шик                                                            | 5      |
| 2024.  | Георгес Микаутадзе Иван Шранц Дани Олмо Хари Кејн Џамал Мусијала Коди Гакпо              | 3      |

### Највише одиграних утакмица
Играчи са највише одиграних утакмица на Европском првенству, закључно са ЕП 2024.
| Утакмица | Играч              |
| -------- | ------------------ |
| 30       | Кристијано Роналдо |
| 23       | Пепе               |
| 20       | Мануел Нојер       |
| 19       | Тони Крос          |
| 19       | Жоао Мотињо        |